# Sinapis alba subsp. alba
Sinapis alba subsp. alba é uma subespécie de planta com flor pertencente à família Brassicaceae.

Os seus nomes comuns são mostarda ou mostarda-branca.

## Portugal
Trata-se de uma subespécie presente no território português, nomeadamente no Arquipélago dos Açores.
Em termos de naturalidade é introduzida na região atrás indicada.

## Protecção
Não se encontra protegida por legislação portuguesa ou da Comunidade Europeia.